# Xã Valley, Quận Tripp, Nam Dakota
Xã Valley (tiếng Anh: Valley Township) là một xã thuộc quận Tripp, tiểu bang Nam Dakota, Hoa Kỳ. Năm 2010, dân số của xã này là 51 người.